# Катажина Красовська
Катажина Божена Красовська (пол. Katarzyna Bożena Krasowska; народилася 28 вересня 1968 у м. Ополе, Польща) — польська бадмінтоністка.
Учасниця Олімпійських ігор 1992 в одиночному розряді, Олімпійських ігор 1996 в одиночному розряді, Олімпійських ігор 2000 в одиночному розряді.
Чемпіонка Польщі в одиночному розряді (1991, 1992, 1993, 1994, 1995, 1996, 1997, 1998, 2000), в парному розряді (1995, 1997, 1998, 2000).
Переможниця Bulgarian International в одиночному розряді (1994). Переможниця Cyprus International в одиночному розряді (2001, 2002, 2003).